# Népgyűlés

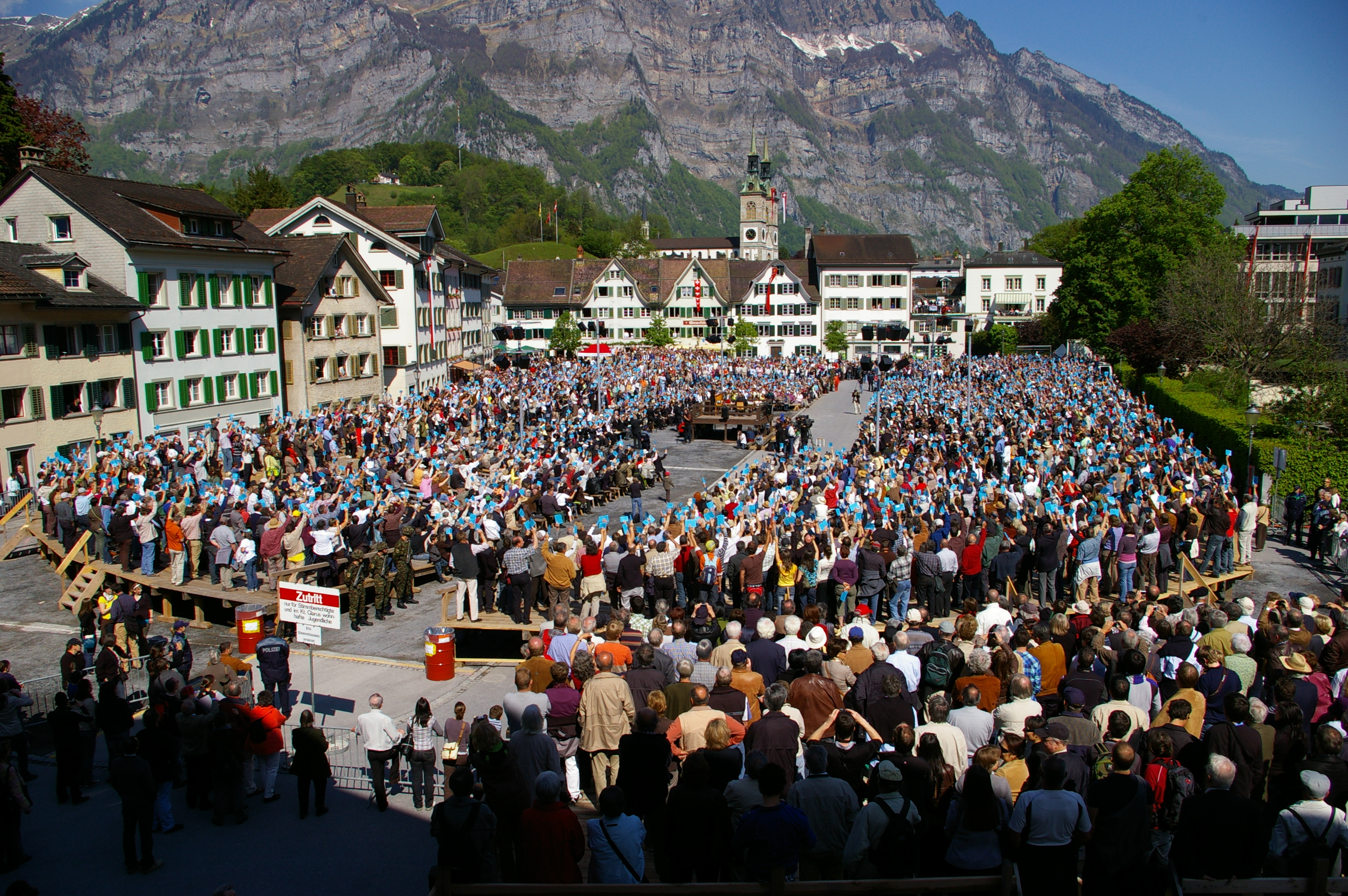
Népgyűlés a svájci Glarus kantonban (2009)

A népgyűlés a közvetlen demokrácia egyik megnyilvánulási formája. A politikai közösség tagjai ilyenkor összegyűlnek, és akaratukat személyesen (például szavazással, közfelkiáltással stb.) kinyilvánítva döntéseket hoznak.
A népgyűlésen a politikai közösség minden tagja megjelenhet és azonos jogai vannak:
- Mindenkinek joga van napirendi javaslatokat tenni.
- Mindenkinek egyenlő szavazata van.
- Mindenkinek joga és lehetősége van a közösen hozott döntésekből tanulni, azokról informálódni, és a döntések előtt időben tudomást szerezni a napirendről.

## Az ókorban
A népgyűlés az ősközösségi társadalom alapegységeinek, a hordáknak a közösségi megbeszéléseiből fejlődött ki. Az ókorban már az államok kiakulása előtt fontos szerepet játszott különösen a lovasnomád népekre jellemző katonai demokráciák életében. A korai államokban is nagy szerepe volt. A kora ókorban sumereknél párhuzamosan létezett a harcosok gyűlése és a vének tanácsa. Ezek különböző hatáskörűek voltak, bár nem szabták  meg konkrétan az intézkedési területet. A Gilgames-ciklus egyik szövege, a Gilgames és Agga világosan elkülöníti a két testületet.
Maga a népgyűlés általában a harcosok gyűléseiből alakult ki a legkorábbi esetekben. Az ókori görögök előtti egyik jellegzetes képződmény a hettiták pankusza. Ez bizonyos téren alárendeltje a vének tanácsának megfelelő tulijasznak, valamint végrehajtója a tulijasz határozatainak, de volt önálló döntési lehetősége is, bizonyos esetekben csak a pankusz járhatott el. A népgyűlések a kora ókori királyságokban alárendelt szerepűvé váltak, sőt akár teljesen el is sorvadtak.

### Görög népgyűlések
A görög népgyűlések keleti mintákat követtek, de jelentőségében felülmúlja elődeit, mivel az egyszemélyi hatalom (monarchia) hiányában a döntéshozó és végrehajtó testület szerepe felértékelődik. A görög minta is rendkívül sok változatot hozott létre – Arisztotelész 158 különböző alkotmányt számlált össze a görög poliszokban, ami a gyűlések különböző hatáskörein és szervezésén alapul –, amelynek két sarokpontját Athén és Spárta rendszerében lehet megtalálni. Mindkét városállamban a vének tanácsa (areioszpagosz és geruszia) került hatalomra, azonban míg Spártában ez a rendszer fennmaradt, addig Athénban több lépcsőfokon keresztül a népgyűlés vette át a főhatalmat.
Tagja lehetett általában minden szabad polgár, de előfordult, hogy szavazati csoportokba osztották őket származás, lakóhely vagy vagyon alapján és így nem feltétlenül volt mindenkinek egyenlő szavazata. A hatásköre is változott az abszolút hatalom (például Athén) és a névleges szerep között.
- Athénban (és más városokban) az ekklészia
- Spártában az apella

A közvetlen demokrácia, azaz a népgyűlés Athénban sem működött teljesen megfelelően. Egyrészt a tagjainak számát erősen korlátozták bizonyos megkötések (szabad státusz, athéni lakhely), másrészt a korrupció melegágyává vált a szavazatok vásárlásával kapcsolatos anomáliák miatt. A népgyűlés végül az oligarkhia eszközévé vált. Hasonló folyamat zajlott le később Rómában is.

### Római népgyűlések
- comitia calata - a legősibb, vallási funkciójú curia alapú népgyűlés
- comitia curiata - curia alapú népgyűlés kezdetben általános, majd csak családjogi és vallási funkciókkal
- concilia plebis - a plebeiusok önszervező népgyűlése (például néptribunusok választása)
- comitia tributa - területi alapú népgyűlés, a curiata után, a centuriata előtt általános hatáskörrel (lásd: tribus)
- comitia centuriata - a legkésőbbi, vagyoni cenzuson alapuló, legfontosabb népgyűlés (lásd: classis)